# Bexley (Ohio)

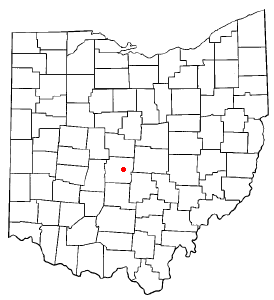
Położenie na mapie stanu

Bexley – miasto w Stanach Zjednoczonych, w stanie Ohio.
Liczba mieszkańców w 2000 roku wynosiła 13 165.